# Ilian Nedkov
Ilian Nedkov, född den 18 mars 1958, är en bulgarisk judoutövare.
Han tog OS-brons i herrarnas halv lättvikt i samband med de olympiska judotävlingarna 1980 i Moskva.